# Comuna Bled
Bled (Občina Bled) este o comună din Slovenia, cu o populație de 11.305 locuitori (05.02.2004).

## Localități
Bled, Bodešče, Bohinjska Bela, Koritno, Kupljenik, Obrne, Ribno, Selo pri Bledu, Slamniki, Zasip